# Lowiaceae
Lowiaceae is een botanische naam, voor een familie van eenzaadlobbige planten. Een familie onder deze naam wordt pas de afgelopen decennia erkend door systemen voor plantensystematiek, en zo ook door het Cronquist systeem (1981), het APG-systeem (1998) en het APG II-systeem (2003).
De familie kent slechts één geslacht, Orchidantha. Dit is een genus van zo'n dozijn soorten, die voorkomen in de tropische of subtropische gebieden van Zuidoost-Azië.